# Cantillon-Effekt

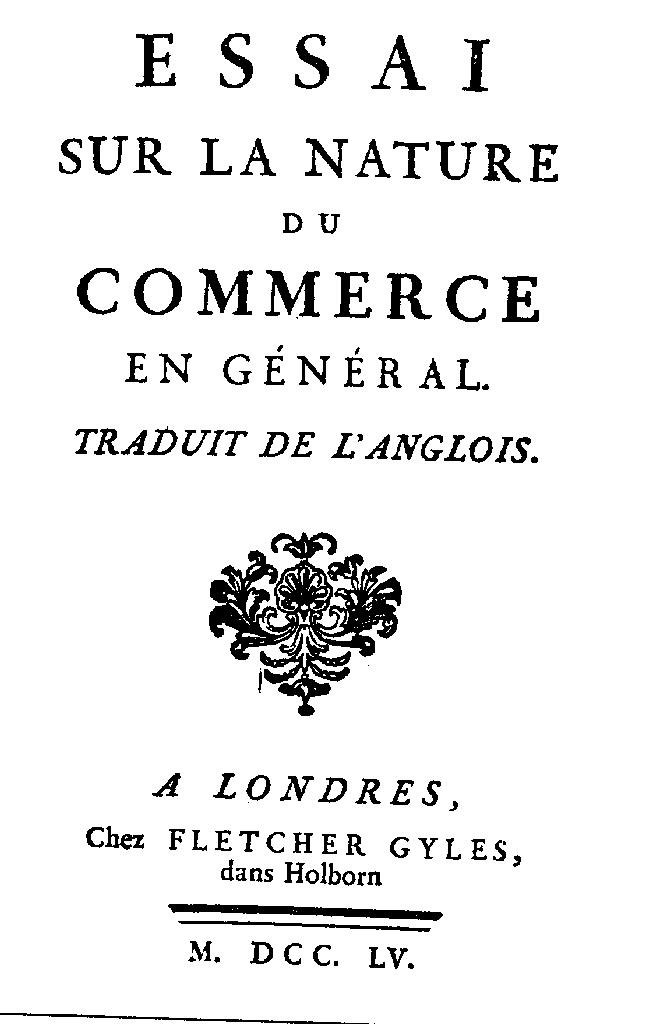
Titelseite von Richard Cantillons Essai sur la nature du commerce en général, posthum 1755 veröffentlicht

Als Cantillon-Effekt wird in der Ökonomie der Effekt bezeichnet, dass sich eine Erhöhung der (Giral-)Geldmenge (Nettokreditvergabe) nicht automatisch gleichmäßig auf alle Bereiche einer Volkswirtschaft verteilt, sondern in Stufen, wobei manche Bereiche (insbesondere der Banksektor, andere staatsnahe Firmen, der Unternehmersektor und politisch begünstigte Gruppen) zuerst profitieren, während der Rest der Volkswirtschaft später folgt oder gar nicht von der Geldschöpfung profitiert.
Benannt wurde der Effekt nach Richard Cantillon, der ihn in seiner 1755 erstmals veröffentlichten „Abhandlung über die Natur des Handels im allgemeinen“ folgendermaßen beschreibt, wenngleich heute die Geldvermehrung in der Regel nicht mehr von Minen ausgeht, sondern von den Zentralbanken und damit zunächst zugunsten der Finanzbranche:

„Wenn die Vermehrung des Bargeldes von Gold- oder Silberminen ausgeht, die sich in einem Staate befinden, so werden der Eigentümer dieser Minen, die Unternehmer, die Schmelzer, die Raffinierer und überhaupt alle jene, die dort arbeiten, jedenfalls ihre Ausgaben entsprechend ihren Gewinnen erhöhen. Sie werden in ihren Haushalten mehr Fleisch und mehr Wein oder Bier verbrauchen als früher, sie werden sich daran gewöhnen, bessere Kleidung und schönere Wäsche zu tragen, besser eingerichtete Häuser und andere erlesenere Bequemlichkeiten des Lebens zu besitzen. Sie werden daher einigen Handwerkern Beschäftigung geben, die vorher nicht soviel Arbeit hatten und die nun aus dem gleichen Grund auch ihre Ausgaben erhöhen werden; alle diese Vermehrungen der Ausgaben für Fleisch, Wein, Wolle usw. vermindern notwendig den Anteil der anderen Bewohner des Staates, die zunächst nicht an den Reichtümern der fraglichen Minen teilnehmen. Das Feilschen auf dem Markte oder die Nachfrage nach Fleisch, Wein, Wolle usw. die stärker ist als gewöhnlich, wird jedenfalls deren Preise in die Höhe treiben. Diese hohen Preise werden die Pächter veranlassen, in einem anderen Jahre mehr Boden zur Erzeugung dieser Dinge zu verwenden; diese selben Pächter werden aus dieser Erhöhung der Preise Gewinn ziehen und werden wie die anderen die Ausgaben für ihre Familien erhöhen. Diejenigen, die unter dieser Teuerung und unter dem erhöhten Konsum leiden werden, werden also zunächst die Grundeigentümer während der Laufzeit ihrer Pachtverträge, dann ihre Diener und alle Arbeiter oder mit festen Gehältern Angestellte sein, die davon ihre Familie erhalten. Alle diese müssen ihre Ausgaben entsprechend dem neuen Verbrauch einschränken, und dies wird eine große Zahl von ihnen zwingen, den Staat zu verlassen, um anderwärts ihr Glück zu suchen. Die Eigentümer werden viele von ihnen entlassen und es wird dazu kommen, dass die übrigen eine Lohnerhöhung verlangen werden, um leben zu können, wie sie es gewohnt waren. Das ist ungefähr die Weise, in der eine beträchtliche Vermehrung des Geldes aus Minen den Konsum erhöht und unter Verminderung der Einwohnerzahl größere Ausgaben jener, die zurückbleiben, zur Folge hat.“

Besondere Beachtung findet der Cantillon-Effekt bei den Vertretern der Österreichischen Schule der Nationalökonomie wie Ludwig von Mises oder Friedrich August von Hayek, die eine Begrenzung der Geldmenge fordern.

## Wirkung auf die Einkommensverteilung
Kritiker sehen in der Geldpolitik der US-Zentralbank seit der Finanzkrise 2008 ein typisches Beispiel für einen Cantillon-Effekt, von dem vor allem die Banken profitierten, während das Geld die Realwirtschaft erst sehr viel später und bestimmte Sektoren gar nicht erreichte. Auch der Einfluss politisch begünstigter Gruppen auf die Geldschöpfung z. B. in Entwicklungsländern ohne starke Zentralbank wird mit Hilfe des Effekts beschrieben: „The president orders the central bank to send an armored truck full of cash to his house. The president’s wife goes into town and pays for her shopping spree with cash from the truck.“
Eine exzessive Kreditvergabe, die heute nicht nur durch die Zentralbank, sondern durch die private Schöpfung von Giralgeld erfolgt, trägt dazu bei, dass nur die Kreditnehmer aus der Geldschöpfung Nutzen ziehen. Einkommensschwache Schichten sind ohne Sicherheiten jedoch nicht in der Lage, Kredite zu erlangen. Daher vergrößert eine großzügige Kreditvergabe die Einkommensungleichheit. Thomas Mayer geht davon aus, dass diese Ursache der zunehmenden Ungleichheit der Verteilung der Geldvermögen relevanter ist als die von Thomas Piketty benannten Faktoren.

„Verlierer im Prozess der Geldschöpfung sind diejenigen, in deren Taschen das neu geschaffene Geld nicht gelandet ist, die aber dennoch die dadurch entstandenen höheren Preise zahlen müssen. Geldschöpfung führt nach Cantillon also zu mehr Ungleichheit von Einkommen und Vermögen.“